# کورسوس

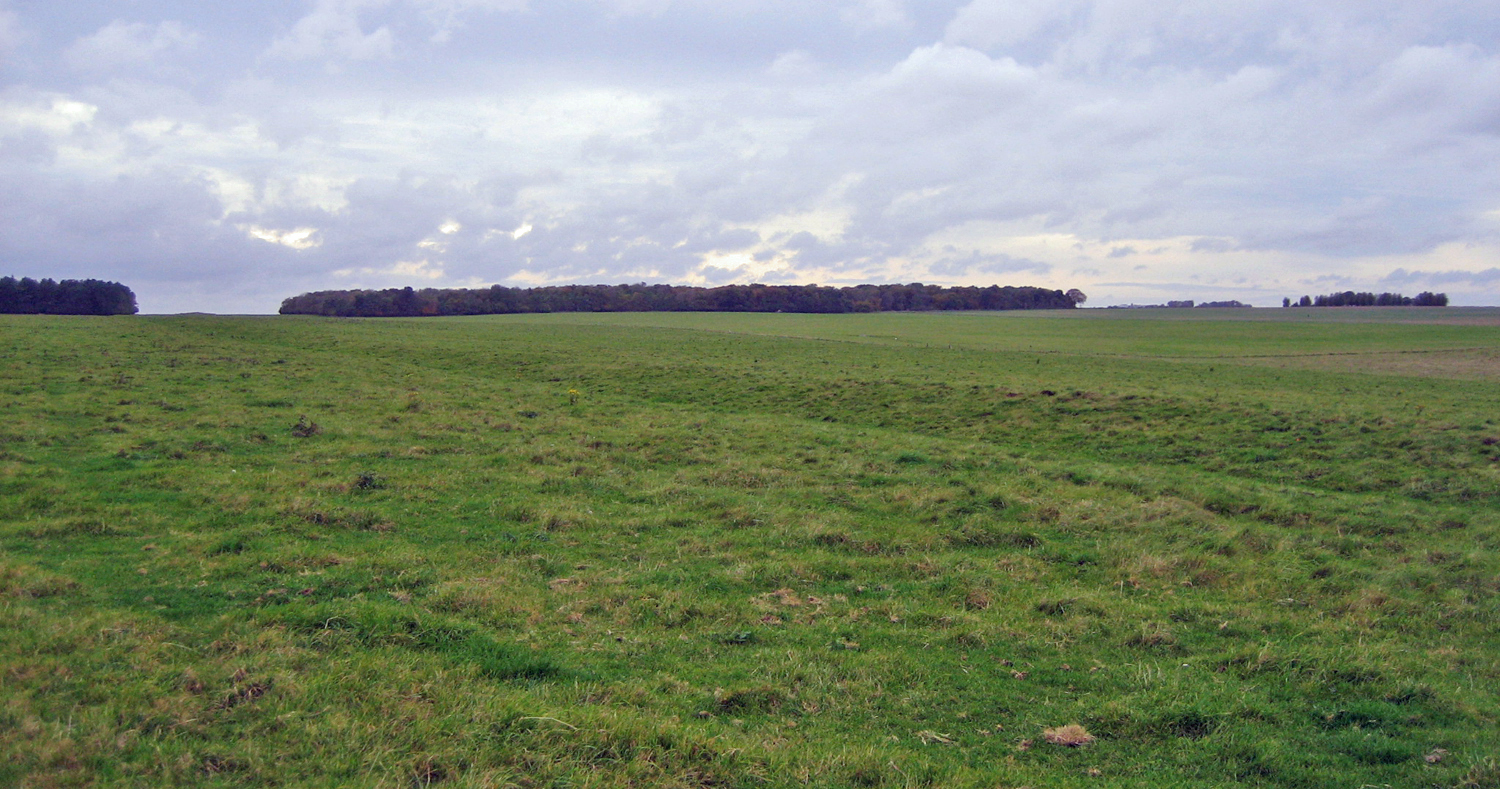
کورسوس استون‌هنج

کورسوس (لاتین: Cursus) گونه‌ای سازهٔ یادمانی مربوط به دوران نوسنگی است که به ویژه در جزایر بریتانیا استفاده می‌شد. تخمین زده می‌شود کورسوس‌ها بین ۳۴۰۰ (پ.م) و ۳۰۰۰ (پ.م) ساخته شده‌اند. کورسوس‌ها از دو جوی یا ترانشه موازی تشکیل شده که یک مسیر را تعیین می‌کنند و از ۴۶ متر تا ۹٫۷ کیلومتر طول داشته‌اند. کورسوس‌ها برای هدایت آیین‌های مذهبی استفاده می‌شدند.